# Clinical Reviews in Allergy & Immunology
Clinical Reviews in Allergy & Immunology, abgekürzt Clin. Rev. Allergy Immunol., ist eine wissenschaftliche Fachzeitschrift, die vom Springer-Verlag veröffentlicht wird. Derzeit erscheint die Zeitschrift mit fünf bis sechs Ausgaben im Jahr. Es werden Übersichtsarbeiten aus den Bereichen der Allergologie und Immunologie veröffentlicht.
Der Impact Factor lag im Jahr 2014 bei 5,463. Nach der Statistik des ISI Web of Knowledge wird das Journal mit diesem Impact Factor in der Kategorie Allergie an dritter Stelle von 24 Zeitschriften und in der Kategorie Immunologie an 22. Stelle von 148 Zeitschriften geführt.